# نقد سوسیالیسم
نقد سوسیالیسم (که به آن ضد سوسیالیسم نیز گفته می‌شود) هرگونه نقد مدل‌های سوسیالیستی سازمان اقتصادی و امکان‌پذیر بودن آن‌ها و نیز پیامدهای سیاسی و اجتماعی اتخاذ چنین نظامی است. برخی از نقدها، متوجه سوسیالیسم به عنوان یک سیستم نیستند، بلکه بیشتر جنبش سوسیالیستی، احزاب یا کشورهای موجود را سوژه قرار می‌دهند. برخی از منتقدان سوسیالیسم را مفهومی کاملاً نظری می‌دانند که باید از روی مبانی نظری (مانند مسئله محاسبه اقتصادی و بحث محاسبه سوسیالیستی) مورد نقد قرار گیرد، در حالی که برخی دیگر معتقدند که نمونه‌های تاریخی معینی وجود دارد و می‌توان آن‌ها را بر مبانی عملی مورد انتقاد قرار داد. از آنجا که مدل‌های زیادی از سوسیالیسم وجود دارد، بیشتر انتقادها معطوف به نوع خاصی از سوسیالیسم و تجربهٔ اقتصادهایی از نوع اتحاد جماهیر شوروی است که ممکن است به همهٔ اشکال سوسیالیسم اعمال نشود؛ زیرا مدل‌های مختلف سوسیالیسم با یکدیگر بر سر سؤالات مالکیت املاک، هماهنگی اقتصادی و چگونگی دستیابی به سوسیالیسم در تضادند. منتقدان مدل‌های خاص سوسیالیسم ممکن است طرفداران نوع دیگری از سوسیالیسم باشند.
به گفتهٔ لودویگ فون میزس، اقتصاددان مکتب اتریش، یک سیستم اقتصادی که از پول، محاسبه مالی و قیمت گذاری در بازار استفاده نمی‌کند، قادر به ارزیابی مؤثر کالاهای سرمایه‌ای و هماهنگی تولید نیست و بنابراین سوسیالیسم غیرممکن است؛ زیرا پیش از هر چیز فاقد اطلاعات لازم برای انجام محاسبه اقتصادی است. بحث اصلی دیگری که علیه سیستم‌های سوسیالیستی مبتنی بر برنامه‌ریزی اقتصادی مطرح می‌شود، مبتنی بر استفاده از دانش پراکنده است. از این نظر سوسیالیسم غیرقابل اجراست؛ زیرا اطلاعات توسط یک نهاد مرکزی قابل جمع نیست و نمی‌تواند به‌طور مؤثر برای تدوین برنامه‌ای برای کل اقتصاد مورد استفاده قرار گیرد، زیرا انجام این کار منجر به تحریف یا نبود سیگنال‌های قیمتی می‌شود. اقتصاددانان دیگر مدل‌های سوسیالیسم مبتنی بر اقتصاد نئوکلاسیک را به دلیل اتکا به مفروضات نادرست و غیرواقعی تعادل اقتصادی و کارایی پارتو نقد می‌کنند. برخی از فلاسفه نیز اهداف سوسیالیسم را مورد انتقاد قرار داده‌اند و معتقدند که برابری، تنوع‌های فردی را از بین می‌برد و ایجاد یک جامعهٔ برابر مستلزم اجبار شدید است.
لیبرال‌های اقتصادی و لیبرترین‌های راست، مالکیت خصوصی ابزار تولید و مبادله در بازار را موجوداتی طبیعی یا حقوقی اخلاقی می‌دانند که در درک آن‌ها از آزادی نقش اساسی دارد و پویایی اقتصادی سرمایه‌داری را تغییرناپذیر و مطلق می‌دانند. در نتیجه، آن‌ها مالکیت عمومی وسایل تولید و برنامه‌ریزی اقتصادی را ناقض آزادی می‌دانند.

## تمامیت‌خواهی و ناکارآمدی
برخی از منتقدان سوسیالیسم، سوسیالیسم را به جای اینکه نوعی ساختار اقتصادی-اجتماعی (مانند سنتی) بدانند، نوعی سازمان دولتی سیاسی قلمداد می‌کنند. این متفکران به‌طور کلّی از آنچه «دولت‌های سوسیالیستی» می‌نامند، انتقاد می‌کنند تا «سوسیالیسم».
میلتون فریدمن استدلال می‌کرد که عدم فعالیت اقتصادی خصوصی، رهبران سیاسی را قادر می‌سازد تا به خود قدرت اجبار اعطا کنند، اختیاراتی که تحت یک سیستم سرمایه‌داری، در عوض توسط طبقهٔ سرمایه‌دار اعطا می‌شود، که فریدمن ترجیحش می‌داد. وینستون چرچیل در مبارزات خود علیه نامزد حزب کارگر، کلمنت اتلی، در انتخابات عمومی ۱۹۴۵، ادّعا کرد که سوسیالیسم برای رسیدن به اهداف خود به روش‌های تمامیت‌خواهانه، از جمله پلیس سیاسی، احتیاج دارد.

## روایت شاهدان عینی از نظام‌های سوسیالیستی
بیش از یک قرن از ظهور رژیم‌های سوسیالیستی می‌گذرد. مرگ، شکنجه و تفتیش در اتحاد جماهیر شوروی، کره شمالی و ونزوئلا (برای نمونه) بر همه آشکار است؛ امّا رهبران این کشورها هرگز مثل مردمان خود رنج نمی‌کشند.
از اتحاد جماهیر شوروی شروع می‌کنیم. میلوان جیلاس، پناهنده کمونیست اهل یوگسلاوی، در کتاب «گفت‌وگو با استالین» از برخوردهای شخصی متفاوت خود با استالین می‌گوید. چیزی که بلافاصله به ذهن متبادر می‌شود، این است که عمو جو (لقب جوزف استالین) عاشق ضیافت شام بود.
جیلاس می‌نویسد: «تنوع غذا و نوشیدنی بسیار زیاد بود. گوشت و مشروبات، فراوان بود. هر کسی هرچه می‌خواست و تا هرجا که در توان داشت، می‌خورد. اصرار و جسارت زیادی برای نوشیدن وجود داشت و بارها به سلامتی یکدیگر می‌نوشیدند.»
مارت سالومای از استونی هم توضیح می‌دهد: «مردم باید صبح‌ها سر کار می‌رفتند و عصر به خانه بازمی‌گشتند؛ امّا فروشگاه‌های مواد غذایی از قبل خالی می‌شدند. انحصار دولت در تأمین مواد غذایی صرفاً کفاف نخبگان را می‌داد، امّا مردم در رنج و محنت بودند.»
ویوریکا رابینسون از رومانی هم روایت می‌کند که هر روز به مدّت ۲ تا ۳ ساعت در صف فروشگاه مواد غذایی منتظر می‌ماند. بوریس راسین از لتونی می‌گوید که دولت کتاب‌های آشپزی قدیمی را می‌سوزاند تا ترکیباتی را که در تهیهٔ غذاها به کار می‌رفتند و دیگر در دسترس نبودند، از چشم مردم پنهان نگه دارد.
یئونمی پارک، پناهنده اهل کره شمالی نیز از تجربیات دلخراش دوران کودکی‌اش از زندگی در این کشور می‌گوید. یئونمی ریزجثه است. رشد او به دلیل سال‌ها سوءتغذیه متوقف شده، امّا او یکی از معدود افراد خوش‌شانسی است که موفق به فرار شده است. بسیاری از مردمان کره شمالی که در آن کشور زندگی می‌کنند، شبیه اسکلت‌های متحرک هستند. حالا به تصاویر کیم جونگ اون، دیکتاتور کره شمالی، نگاه کنید. به جرأت می‌توان گفت که هر شب یک دل سیر غذا می‌خورد. شاید خیلی زیاد.
ونزوئلا، در فاصلهٔ بیش از ۱۴ هزار کیلومتری از کره شمالی با حکومتی کمونیستی، اوضاع مشابهی دارد.
چنان‌که از تاریخ پیداست، در نظام‌های سوسیالیستی کسانی که در حلقهٔ خودی‌ها نیستند، رنج می‌کشند؛ امّا حلقهٔ ثروت و قدرت، سورچرانی دارند.